# Димитар Мішев
Димитар Мішев (псевдонім Бранков; 6 грудня 1854, Видин, Османська імперія — 26 січня 1932, Софія, Болгарське князівство) — болгарський літератор, публіцист і політик, незмінний секретар Болгарського екзархату, дійсний член Болгарської академії наук.

## Біографія
Димитар Мішев народився у Відні у 1854. Початкову освіту отримав у Видині, а потім за допомогою екзарха Антіма І відвідував Габровську гімназію, яку закінчив у 1872. У тому ж році викладав у Орхані (сьогодні Ботевград), але коли спалахнула російсько-турецька війна (1877—1878), переїхав до Софії, де став перекладачем Софійського окружного голови.

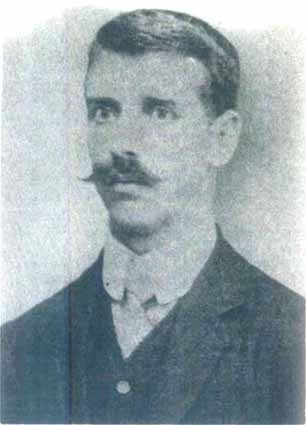
Мішев у молодості

Після війни знову повернувся до педагогічної галузі, працюючи в Ломі (1879—1880) та у Видині (1880—1881). У 1883—1884 видавав газету «Свобода». Вона містила громадські та культурні статті, а також переклади Гоголя. Брав активну участь в політичному житті звільненої Болгарії на боці Народно-ліберальної партії — обраний депутатом 4-го скликання Народних зборів (1884—1886) і брав активну участь в підготовці газети «Търновска конституция» (1884—1888).
З 1890 знову став викладачем — у чоловічій гімназії Слівена до 1894 р. і в Болгарській школі екзархату в Константинополі (1894). В Цариград запрошений екзархом Йосипом на посаду секретаря болгарського екзархату. На цій службі Мишев залишається до 1901. Його подорожі в якості секретаря екзархату в Македонії дозволяють йому підготувати фундаментальну роботу «Македонія і її християнське населення», видану в 1905 в Парижі під псевдонімом Бранков (D.M.Brancoff. «La Macédoine et Population Chrétienne». Париж, 1905). Димитар Мішев був головним засновником «Церковного вісника» в 1900 р. і його першим головним редактором до 1903 р., а потім знову з 1907 по 1915.
З 1908 по 1911 Мішев був депутатом 14-го скликання Народних зборів від Демократичної партії. Брав участь у написанні «Балкански сговор» і «Църковен архив», а також у журналах «Свободо мнение», «Пролет» та «Отец Паисий».
У 1916 р. закінчив і опублікував книгу «България в миналото» («Болгарія в минулому»). Книга була перекладена англійською мовою в 1919 під назвою «The Bulgarians in the past. Pages from the bulgarian cultural history».
Після Першої світової війни Димитар Мішев опублікував газету «Плебісцит», яка має на меті захистити болгарські претензії до Македонії і працює над примиренням різних македонських фракцій в Болгарії.
Димитар Мішев опублікував у трьох великих томах видання Священного Синоду, Церковного архіву, відповідно в 1925, 1929 і 1931 роках. Створив всеболгарський союз і редагував його друкований орган «Отец Паисий». Був головою болгарської секції Ліги захисту прав людини і громадянина Товариства миру Співдружності націй.
Димитар Мішев помер у 1932 році в Софії.

## Бібліографія

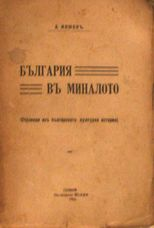
Болгарія в минулому, 1916
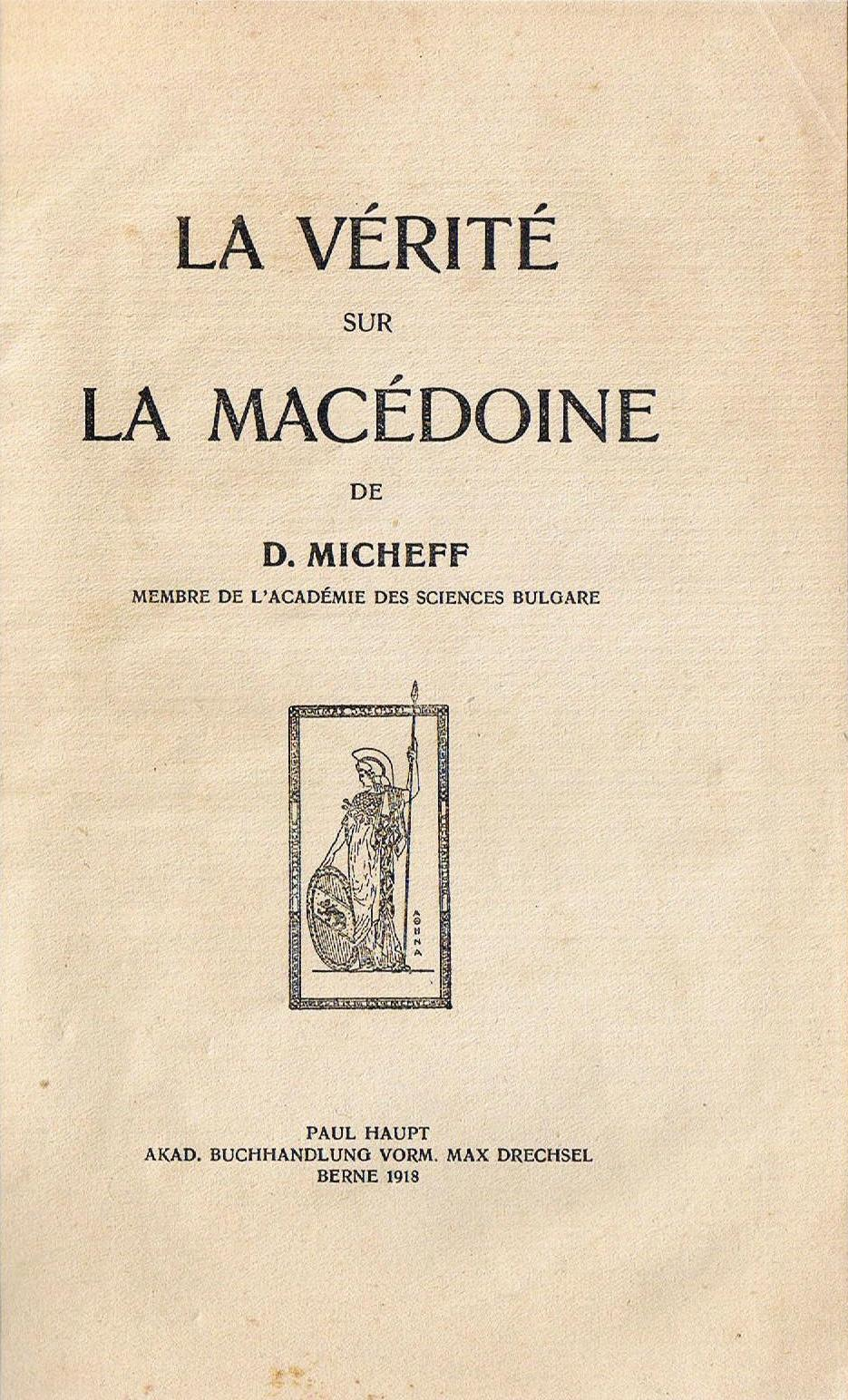
"La Vérité sur la Macédoine", 1918
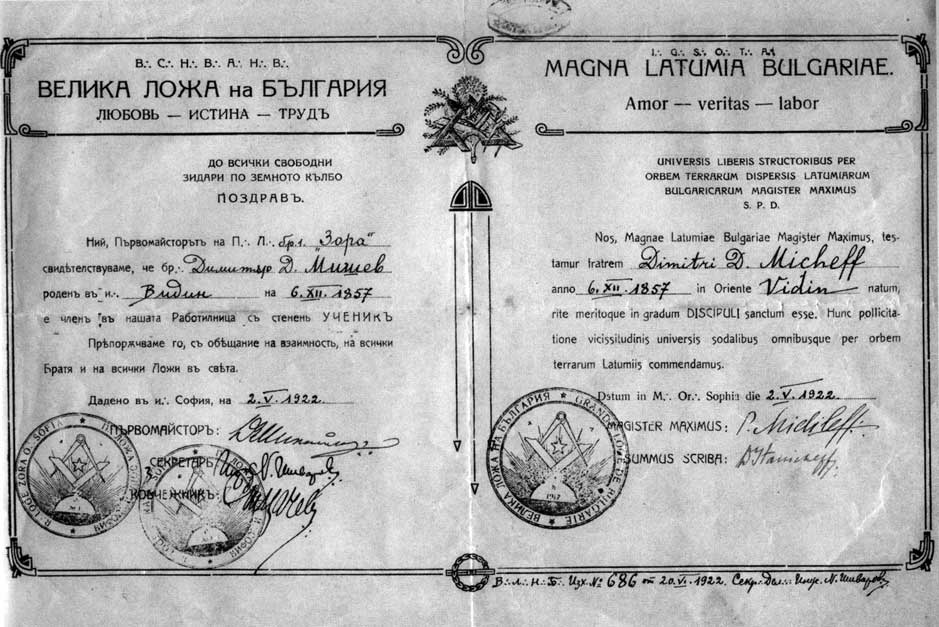
Сертифікат Димитра Мішев від масонської ложі "Заря"